# ダリガバット
ダリガバット（英: Darigabat、開発コード名 CVL-865, PF-06372865, PF-6372865）は、光過敏性てんかん、部分発作、パニック障害、不安障害の治療のために開発中のGABA作動薬 。過去には、全般性不安障害および慢性腰痛の治療にも開発されていたが、これらの適応での開発は中止されている。 ダリガバットは経口投与される。
ダリガバットはGABAA受容体アロステリックモジュレータとして作用する。 具体的には、陽性アロステリックモジュレータであり、α2、α3、およびα5サブユニットを含むGABAA受容体には選択的に作用し、α1サブユニットを含むGABAA受容体には最小限の活性しか持たない。 ダリガバットの受容体占有率が80%以上を達成した場合、用量を増加した場合でも睡眠を引き起こさないことが示されているが、一方でベンゾジアゼピン系の薬剤は非選択的なGABAA受容体陽性アロステリックモジュレータであり、10〜15%の受容体占有率であっても重度または深刻な眠気を引き起こす。 α1サブユニットを含むGABAA受容体は、主に鎮静、健忘、および運動失調に関与しており、一方、α2およびα3サブユニットを含むGABAA受容体は抗不安作用に関与していると考えられている。 ただし、このモデルには疑問も提起されている 。α1サブユニットを含むGABAA受容体はダリガバットの影響を全く受けないとされている。 ダリガバットの半減期11時間で、主にCYP3A4によって代謝される。
これまでの臨床試験では、ダリガバットの副作用には、めまい、倦怠感、頭痛、軽度から中程度の眠気、緩徐思考（考えの遅さ）、軽度の記憶障害、軽度の認知障害、平衡障害、感覚異常などがある。 一般的に忍容性が高いとされている。
ダリガバットはファイザーにより導出され、現在はセレベル・セラピューティクスおよびファイザーによって開発が進められている。 2023年1月時点で、アメリカにおいて、てんかんに対する適応で第2相臨床試験、パニック障害に対する適応で第1相臨床試験、不安障害に対する適応で前臨床試験が行われている。 腰痛に対する開発は第2相試験で効果が認められなかったため中止され、全般性不安障害に対する開発も経営上の判断および第2相臨床試験での効果が不十分だったため中止されている。